# Ризоманія буряка
Ризома́нія буряка́ (лат. Beet necrotic yellow vein furovirus) викликається вірусним збудником Beet necrotic yellow virus.
Ризоманія спричиняється вірусом некротичного пожовтіння жилок буряка, переносником якого є гриб Polymyxa betae. Вірус розвивається в гіфах гриба. Патоген має високу життєздатність, яка зберігається протягом багатьох років. Джерелом зараження може бути і повитиця. Більш сильно хвороба виявляється при поєднанні високої температури і перезволоження ґрунту. У відносно сухому ґрунті ризоманія виявляється значно рідше. Розвиток хвороби посилюється при нейтральній або слабко лужній реакції ґрунту.
Шкодочинність ризоманії проявляється у зниженні маси коренеплодів. В уражених коренеплодів маса у 10—15 разів нижча, ніж у здорових. В уражених ризоманією коренеплодів зменшується цукристість і вихід цукру, погіршуються технологічні якості сировини.
У 2005 році інспекторами з карантину рослин було проведено контрольні обстеження посівів цукрових буряків з відбором зразків для лабораторної експертизи в 17 областях та АР Крим.
В Харківській зональній карантинній лабораторії спільно з спеціалістами ЦНДКЛ методом імуно-ферментного аналізу «ELISA» проводились дослідження 238 зразків відібраних коренеплодів цукрових буряків на наявність інфікування вірусом некротичного пожовтіння жилок буряків.
За результатами проведених аналізів карантинний режим накладено вперше в таких областях: Житомирська — в двох господарствах Любарського та Ружинського районів, Полтавська — в одному господарстві Котелівського району, Тернопільська — в 3 господарствах Монастирського, Підволочиського та Підгаїцького районів, Хмельницька — на 2 присадибних ділянках Красилівського та Староконстянтинівського районів, Чернівецька — в одному господарстві Новоселицького району. Нові вогнища ризоманії виявлено в Вінницькій, Львівській та Тернопільській областях.
В цілому за 2005 рік площа під карантинним режимом по ризоманії буряків збільшилась у порівнянні з 2004 роком на 358,1 га і на 1.01.2006 року загальна площа по цій хворобі становить 1032,1 га.
Розповсюдження вірусу ризоманії відбувається за допомогою природного резерватора ґрунтового гриба Polymyxa betae, що поширюється з водою, рослинними рештками, інвентарем, при транспортуванні коренеплодів.
Для запобігання поширення хвороби необхідно дотримуватись карантинних заходів при ввезенні, вивезенні, перевезенні, зберіганні садивного матеріалу з ґрунтом та впровадження толерантних до ризоманії гібридів цукрового буряку.